# Tilletia rostrariae
Tilletia rostrariae är en svampart som beskrevs av Vánky & Ershad 2002. Tilletia rostrariae ingår i släktet Tilletia och familjen Tilletiaceae.   Inga underarter finns listade i Catalogue of Life.